# Световые технологии (компания)
Группа компаний «Световыe Технологии» (www.LTcompany.com) основана в 1998 году. В этот год был выпущен первый светильник на новом заводе в Рязани.

## Продукция
Группа компаний «Световые Технологии» специализируется на выпуске продукции следующего назначения:
- световые приборы с использованием всех видов источников света для промышленных предприятий,
- световые приборы для общественно-административных зданий,
- световые приборы для архитектурной и ландшафтной подсветки, а также освещения территорий и дорог,
- световые приборы для спортивных сооружений,
- светильники для торговых помещений,
- светильники специального назначения для медицинских учреждений, МЧС, ЖКХ, аварийные,
- светильники для декоративного освещения,
- системы управления освещением.

Номенклатура выпускаемой продукции — более 600 моделей, более 2500 модификаций.

## Структура
В группу входят производственные площадки в городах Рязань, Славутич, Винарос, Бангалор и Алматы (общей площадью 84 тыс.кв.м.).
Офисы продаж и региональные представительства расположены в России, странах СНГ, Европе и Азии.
Реализация продукции группы компаний производится через дистрибьюторскую сеть.

## Производственные возможности
- пластиковое литье,
- алюминиевое литье под давлением,
- металлообработка,
- покраска,
- сборочная роботизированная линия,
- участок поверхностного монтажа светодиодов (SMT),
- испытательная лаборатория.

## Достижения компании
Компания МГК "Световые Технологии" является многократным победителем Евразийской Премии "Золотой Фотон" в номинациях "Продукт года" и "Бизнес-достижение года".